# Karel Kuttelwascher
Karel Miloslav Kuttelwascher (* 23. September 1916 in Svatý Kříž, Böhmen; † 17. August 1959 in Truro, Großbritannien) war während des Zweiten Weltkriegs der erfolgreichste tschechoslowakische Jagdflieger in der britischen Royal Air Force (RAF). Im Jahre 2000 wurde er posthum zum Brigadegeneral ernannt.

## Leben
Karel Kuttelwascher, der in Německý Brod eine Handelsschule absolvierte, meldete sich im Oktober 1935 freiwillig in die tschechoslowakischen Luftwaffe, wo er eine Fliegerschule besuchte und am 1. April 1937 als Pilot seinen Militärdienst antrat. Nach der Besetzung der Tschechoslowakei floh er nach Polen und ging anschließend mit anderen Piloten nach Frankreich, wo die tschechoslowakische Luftwaffe im Exil formiert werden sollte. Nach einem kurzen Dienst in der Fremdenlegion mit Aufenthalt in Nordafrika reiste er weiter nach Großbritannien, wo er am 4. August 1940 ankam.
Am 14. August 1940 wurde Kuttelwascher in die RAF aufgenommen, wo er nach einem Bildungsgang am 3. Oktober 1940 der britischen Jagdstaffel No. 1 Squadron RAF zugeteilt wurde – und nicht, wie die meisten Landsleute, den tschechoslowakischen RAF-Verbänden. Hier diente Kuttelwascher zwei Jahre und beteiligte sich als Pilot verschiedener Modelle des Jagdflugzeugs Hawker Hurricane an der Luftschlacht um England und danach auch an nächtlichen offensiven Operationen über Westeuropa. Zu seinen erfolgreichen Operationen zählte auch die Teilnahme an der Verfolgung der deutschen Kriegsschiffe Scharnhorst, Gneisenau und Prinz Eugen am 12. Februar 1942 (Unternehmen Cerberus); als Nachtpilot schoss er 15 feindliche Flugzeuge ab, insgesamt werden ihm während seiner aktiven Dienstzeit 20 Abschüsse zugerechnet (alle zwischen dem 2. Februar 1941 und 2. Juli 1942); in der Nacht von 4. Mai 1942 auf 5. Mai 1942 wurde er zum einzigen Piloten der RAF, der während einer einzigen Nacht über Westeuropa insgesamt drei feindliche Flugzeuge abschoss (drei Heinkel He 111) unweit des Flughafens St. André, drei Abschüsse innerhalb von vier Minuten. In dieser Zeit befand sich Kuttelwascher im Rang eines Flight lieutenants. Einschließlich seiner kurzen Zeit als Pilot in Frankreich flog Kuttelwascher insgesamt 405 Stunden im Einsatz, darunter 220 Stunden über feindlichem Gebiet, 190 Stunden in der Nacht.
Am 1. Oktober 1942 wurde er aus dem aktiven Dienst als Kampfpilot abgezogen, er diente als Verbindungsoffizier im Inspektorat der tschechoslowakischen Luftwaffe in London und unternahm Dienstreisen in die USA und nach Kanada, wo er unter anderem Vorträge für amerikanische Piloten in der Army Air Forces School of Applied Tactics in Orlando hielt. Nach seiner Rückkehr nach Großbritannien wurde er der No 32 Maintenance Unit der RAF in St Athan (Cardiff) zugeteilt.
Nach dem Kriegsende kehrte Kuttelwascher im August 1945 zuerst in die Tschechoslowakei zurück, wo er als Fluglehrer tätig war, aber bereits im Juni 1946 beantragte er seine Entlassung aus der Armee und ging wieder nach Großbritannien zu seiner Familie. Im Oktober 1946 wurde er eingebürgert und bekam eine Stelle als Pilot bei der BEA. Er starb während eines Urlaubs an Herzversagen.
Am 8. Mai 2000 wurde Karel Kuttelwascher in Tschechien in memoriam zum Brigadegeneral befördert. 2016 erhielt er posthum den Orden des weißen Löwen.

## Auszeichnungen
Karel Kuttelwascher ist der einzige tschechoslowakische Luftwaffenangehörige, der zweimal die hohe britische Auszeichnung Distinguished Flying Cross (DFC & bar) für RAF-Angehörige erhielt.
- 1940, 1941, 3 × 1942 Tschechoslowakisches Kriegskreuz 1939
- Croix de guerre
- Defence Medal (United Kingdom)
- War Medal 1939–1945 (United Kingdom)
- 1942 2 × Distinguished Flying Cross (DFC & bar)